# Дризовский, Семён Борисович
Семён Борисович Дризовский (1920—1991) — участник Великой Отечественной войны, командир 2-й миномётной роты 385-го стрелкового полка 112-й стрелковой дивизии 60-й армии Центрального фронта, Герой Советского Союза. На момент представления к званию Герой Советского Союза — старший лейтенант, впоследствии — майор.

## Биография
Родился в городе Невель ныне Псковской области в семье рабочего. Еврей. В 1938 году окончил среднюю школу в Ленинграде. Учился в театральной студии.
В Красной Армии с 1938 года. В 1940 году окончил Тамбовское военное пехотное училище. Участник Великой Отечественной войны с 1941 года. Член ВКП(б)/КПСС с 1943 года.
Командир миномётной роты 385-го стрелкового полка (112-я стрелковая дивизия, 60-я армия, Центральный фронт) комсомолец старший лейтенант Семён Дризовский с первым эшелоном пехоты 24 сентября 1943 года форсировал реку Днепр.
Его рота миномётным огнём обеспечивала переправу в районе села Ясногородка Вышгородского района Киевской области Украины, успешно отразив несколько вражеских контратак.
С 1947 года майор Дризовский С. Б. — в запасе. Жил в Ленинграде. До ухода на заслуженный отдых работал в системе бытового обслуживания. Похоронен в Санкт-Петербурге на Преображенском (еврейском) кладбище (участок 4-4 ст., место 222). В 2015 году на могиле С. Б. Дризовского установлена новая надгробная плита с неверно выбитым годом его смерти.

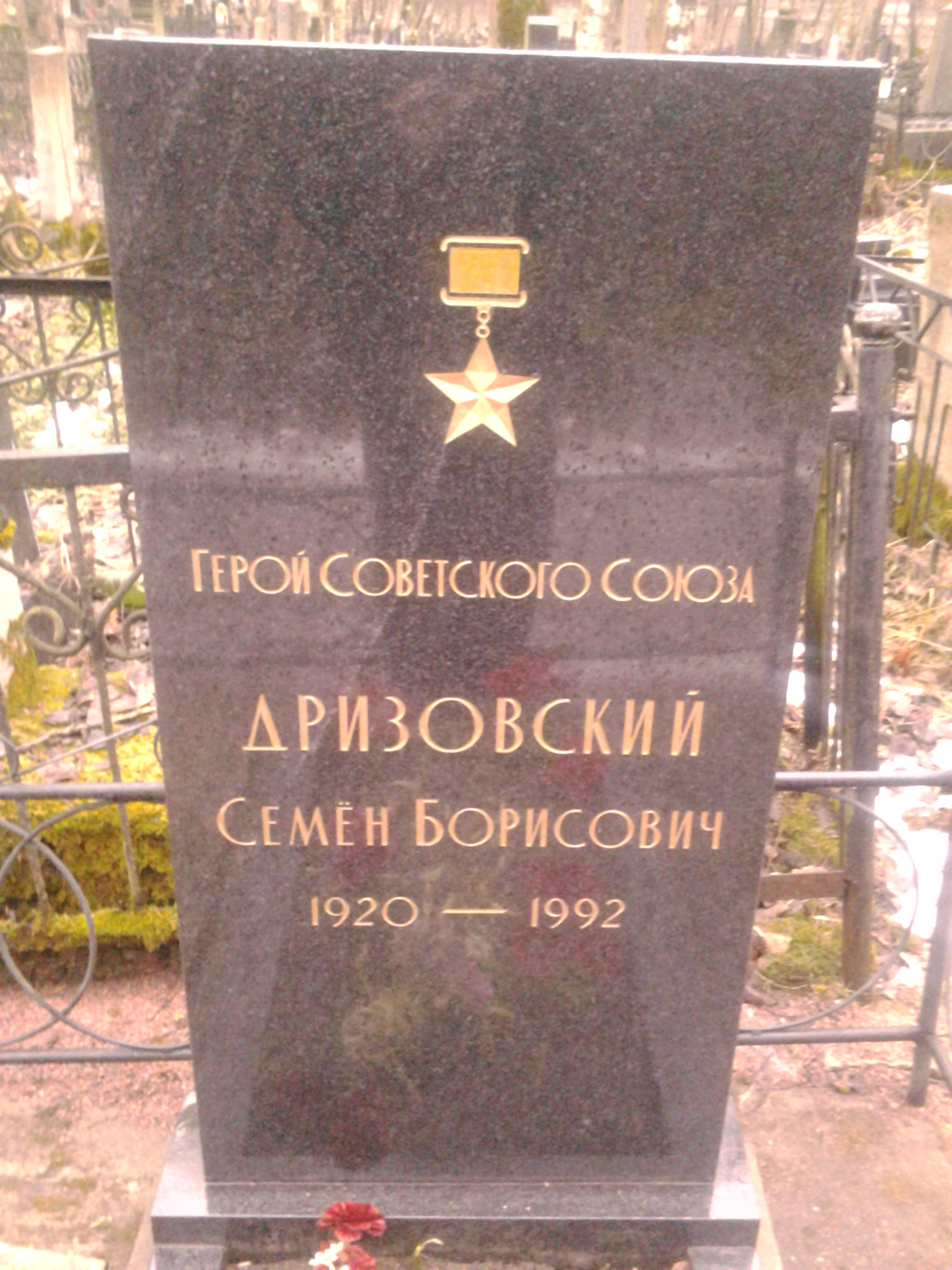
Надгробие С. Б. Дризовского на Еврейском (Преображенском) кладбище Санкт-Петербурга.

## Награды
Указом Президиума Верховного Совета СССР от 17 октября 1943 года за образцовое выполнение боевых заданий командования на фронте борьбы с немецко-фашистскими захватчиками и проявленные при этом мужество и героизм старшему лейтенанту Дризовскому Семёну Борисовичу присвоено звание Героя Советского Союза с вручением ордена Ленина и медали «Золотая Звезда» (№ 1790).
Награждён также орденом Отечественной войны 1-й степени, медалями.